# Helina adelpha
Helina adelpha är en tvåvingeart som först beskrevs av Ignaz Rudolph Schiner 1868.  Helina adelpha ingår i släktet Helina och familjen husflugor. Inga underarter finns listade i Catalogue of Life.